# Hamburg
Hamburg, službeno Slobodni i hanzeatski grad Hamburg (njemački: Freie und Hansestadt Hamburg) je grad na sjeveru Njemačke i istovremeno jedan od 16 pokrajina u Njemačkoj i sa svojih 1,7 milijuna stanovnika po veličini je drugi njemački grad. Osim toga, on je i deveti po veličini grad u Europskoj uniji, ali i druga po veličini luka u Europi (iza Rotterdama).
Grad je također i središte metropolitanske regije Hamburg, jedne od ukupno jedanaest takvih regija u Njemačkoj. U metropoli Hamburg i njegovu okruženju živi 3,5 milijuna ljudi, kojima je Hamburg glavno trgovačko i kulturno središte. U Hamburgu je sjedište više od 90 konzulata, što Hamburg postavlja na drugo mjesto u svijetu, odmah poslije New Yorka.

## Zemljopis
Hamburg se nalazi u sjevernoj Njemačkoj na utoku Alstera i Bille u Elbu, koja zatim, nakon 110 km toka prema sjeverozapadu utječe u Sjeverno more. Elba je u Hamburgu vrlo pogodna prirodna luka s direktnim pristupom od mora, a najpogodnija je njena južna obala, nasuprot gradskih četvrti St. Pauli i Altona. Obale su povezane mostovima, kao i starim i novim tunelom ispod Elbe. Zemlja sjeverno i južno od Elbe je povišena nanosima šljunka i pijeska od ledenjaka za vrijeme ledenog doba, to su neplodne vrištine. Obje strane Elbe su stoljećima plavljene u vrijeme visokih voda Sjevernog mora, koje su tu odlagale pijesak i mulj. U međuvremenu su s obje strane Elbe podignuti nasipi. Stari nasipi još podsjećaju na vremena kada su za vrijeme visokih voda cijele gradske četvrti bile poplavljene.
U gradu je na Alsteru napravljena ustava pa je u samom centru nastala neka vrsta jezera. "Jezero" je podijeljeno na dva dijela, koja su međusobno spojena unutrašnjim i vanjskim Alsterom. Pune ih brojni kanali oivičeni velikim parkiralištima. Nebrojeni plovni kanali, rječice i kanali premošteni su s više od 2500 mostova. Time je Hamburg grad s najviše mostova u Europi i ima ih više nego Venecija (400), Amsterdam (1200) i London zajedno.
Sjeverno od Elbe Hamburg graniči sa Schleswig-Holsteinom, a južno od nje s Donjom Saskom. I tri otoka na ušću Elbe, Neuwerk, Scharhörn i Nigehörn kao i Nacionalni park hamburški prud spadaju u područje grada Hamburga. Hamburgu pripada i najveći njemački otok na otvorenom moru Helgoland.
Rijeke i jezera:
- Elbe, Unterelbe (Norder-, Süderelbe, Köhlbrand, Reiherstieg, Rethe), Dove Elbe, Gose Elbe
  - pritoci Elbe: Bille, Este, Flottbek, Seeve, Burbek
- Alster (jezero) s pritocima: Eilbek (Wandse), Osterbek, Goldbek, Isebek, Tarpenbek, Saselbek, Rodenbek, Bredenbek, Ammersbek

Najviša uzvisina Pokrajine Hamburg je 116,1 m visok bezimeni vrh u Hamburškim brdima.
Današnje granice grada Hamburga postoje tek od 1. travnja 1938. Nakon Berlina, to je i površinom i brojem stanovnika najveći grad u Njemačkoj. Površina grada iznosi 755 četvornih kilometara, što znači da je Hamburg sedam puta veći od Pariza i dva i pol puta veći od Londona. Zbog površine Hamburg ispunjava uvjete za iznimno visoki standard življenja i stanovanja. Naime, s 30 četvornih metara stambenog prostora po osobi Hamburg raspolaže, u usporedbi s ostalim velikim svjetskim gradovima, s najvećim prosječnim stambenim prostorom. Čak 14 posto gradskog područja čine prostor za rekreaciju i odmor, te zelene površine.

## Povijest
Na području današnjeg povijesnog središta Hamburga (Altstadt) u brončanom dobu bilo je manje naselje iz 9. ili 8. stoljeća prije Krista. Ingevonsko naselje na tom mjestu bio je poznat pod nazivom Treva - strateški trgovački čvor na jantarskom putu tijekom željeznog doba i kasne antike. U 8. stoljeću su Saski trgovci uspostavili ono što je postalo jezgra Hamburga -Hammaburg, tada tek utočišna utvrda na današnjem Domplatzu, na mjestu nekadašnje katedrale. Pod franačkom vlašću, krstionica je izgrađena 804. i Hammaburg je ojačan za vladavine Karla Velikog 811. god. Ubrzo, mjesto je porastalo veliko trgovište s biskupijom od 831., koja je uzvišena na nadbiskupiju već godinu dana kasnije.
Do kraja 15. stoljeća hanzeatski grad-republika i kasnije „slobodni carski grad” Hamburg je prikupio brojne teritorijalne posjede u zaleđu. Na kraju, Hamburg je zidine iz 13. stoljeća proširio s nekoliko nastavaka: prvi u 1530.ima, a onda opet 1620-ih je uključio sve susjedne četvrti (Neustadt).
Od 1815. do 1866. Hamburg je nezavisna i suverena država Njemačkog saveza, potom više njemačkih entiteta: Sjevernonjemački savez (1866. – 1871.), Njemačko Carstvo (1871. – 1918.), te tijekom razdoblja Weimarske Republike (1918. – 1933.). U nacističkoj Njemačkoj Hamburg je grad-država i Gau (nacistička „županija”) od 1934. do 1945. Nakon Drugog svjetskog rata Hamburg je u britanskoj okupacijskoj zoni, te je postala država u zapadnom dijelu Njemačke u Saveznoj Republici Njemačkoj (od 1949.) do ponovnog ujedinjenja Njemačke 1990. god.

## Upravna podjela
Hamburg je podijeljen na sedam okruga:
- Centar - pokriva poveći dio Hamburga: Billbrook, Billstedt, Borgfelde, Finkenwerder, HafenCity, Hamm-Nord, Hamm-Mitte, Hamm-Süd, Hammerbrook, Horn, Kleiner Grasbrook, Neuwerk, Rothenburgsort, St. Georg, St. Pauli, Steinwerder, Veddel, Waltershof i Wilhelmsburg. Dijelovi Hamburg-Altstadt ("stari grad") and Neustadt ("novi grad") su dijelovi grada od postanka Hamburga.
- Altona - najurbaniji dio Hamburga desne strane Elbe. Od 1640. do 1864. Altona je bila pod administracijom Danske monarhije. Altone je bila neovisan grad do 1937. Pod Altonu spadaju sljedeći kvartovi: Altona-Altstadt, Altona-Nord, Bahrenfeld, Ottensen, Othmarschen, Groß Flottbek, Osdorf, Lurup, Nienstedten, Blankenese, Iserbrook, Sülldorf, Rissen, Sternschanze
- Eimsbüttel - Eidelstedt, Eimsbüttel, Harvestehude, Hoheluft-West, Lokstedt, Niendorf, Rotherbaum, Schnelsen i Stellingen. Također spada i Židovski sio grada pod nazivom Grindel-
- Nord - Alsterdorf, Barmbek-Nord, Barmbek-Süd, Dulsberg, Eppendorf, Fuhlsbüttel, Groß Borstel, Hoheluft-Ost, Hohenfelde, Langenhorn, Ohlsdorf, Uhlenhorst i Winterhude. Većim dijelom je smješteno jezero Alster.
- Wandsbek -  Bergstedt, Bramfeld, Duvenstedt, Eilbek, Farmsen-Berne, Hummelsbüttel, Jenfeld, Lemsahl-Mellingstedt, Marienthal, Poppenbüttel, Rahlstedt, Sasel, Steilshoop, Tonndorf, Volksdorf, Wandsbek, Wellingsbüttel i Wohldorf-Ohlstedt
- Bergedorf - Billwerder, Curslack, Kirchwerder, Lohbrügge, Moorfleet, Neuengamme, Ochsenwerder, Reitbrook, Spadenland and Tatenberg.
- Harburg -  dio Hamburga koji pokriva luku Hamburg, dijelove s institutima, ruralne dijelove te poslovni dio Hamburga;Altenwerder, Cranz, Eißendorf, Francop, Gut Moor, Harburg, Hausbruch, Heimfeld, Langenbek, Marmstorf, Moorburg, Neuenfelde, Neugraben-Fischbek, Neuland, Rönneburg, Sinstorf i Wilstorf.

Svaki okrug ima svoj parlament koji se u Hamburgu zove okružna skupština. Te okružne skupštine pravno imaju status upravnog tijela s vrlo ograničenim nadležnostima. Svaki okrug je podijeljen na više četvrti kojih je ukupno u gradu 104. Nekim četvrtima u neposrednoj blizini sjedišta okružnih skupština upravljaju direktno skupštine, dok za druge četvrti postoje tzv. mjesni uredi, ukupno ih je 15.

## Klima
Zbog blizine mora i njegovog utjecaja, ovdje je klima blaža nego u istočnoj pozadini. Najtopliji mjesec je srpanj s prosječnih 17,0 °C, a najhladniji siječanj s 0,0 °C. Ali u najtoplijim mjesecima nisu rijetkost ni temperature iznad 25 °C. Od 1990-tih godina - možda kao posljedica globalnog zatopljenja - zabilježene su i temperature do 37,3 °C (9. kolovoza 1992.). U godini padne prosječno 714 mm padalina a 52 dana godišnje je Hamburg obavijen gustom maglom. U zimskim mjesecima mogu biti i vrlo snažne oluje. Klima je cijelu godinu humidna. Najpovoljnije vrijeme za posjet Hamburgu je proljeće i početak ljeta, no i tada se mora računati s kišom.

## Stanovništvo
S obzirom na to da je Hamburg bio pošteđen razaranja u vrijeme Tridesetogodišnjeg rata, u 17. stoljeću je bio najveći njemački grad.
Neposredno prije početka 2. svjetskog rata Hamburg je već imao 1,682 milijuna stanovnika (1939.).
Najveći broj stanovnika, 1,9 milijuna, Hamburg je dosegao 1964. godine. Nakon toga počinje suburbaniziranje Hamburga i do 1986. se broj stanovnika smanjuje na 1,6 milijuna. Iza toga stanovništvo ponovo raste, tako da je broj narastao na 1.742.846 (stanje: 1. kolovoza 2005.). Za sljedećih 20 godina predviđa se daljnji porast stanovništva; prema srednjoj varijanti će narasti ponovo na oko 2 milijuna. Time bi Hamburg bio najbrže rastuća njemačka metropola.
Kao trgovačko središte, Hamburg je uvijek bio otvoren grad, što se jasno odražava u mentalitetu njegova multikulturalnog stanovništva. Oko 14,9% (255.070 u prosincu 2004.) stanovnika ima inozemnu putovnicu, a po nekim procjenama gotovo 130.000 njemačkih građana Hamburga inozemnog su porijekla.
Starosna struktura:
- mlađi od 18 godina: 16,1%
- 18-60 godina: 60,0%
- više od 60 godina: 23,9%

## Arhitektura
Hamburg ima arhitektonski značajnih zgrada u širokom rasponu stilova i nekoliko nebodera. Crkve su važnije znamenitosti, poput Crkve sv. Nikole, koja je u 19. st. bila najveća građevina svijeta. „Hamburški nebeski prizor” krase tornjevi još nekoliko prekrasnih crkvi i građevina: St. Michaelis, St. Peter, St. Jacobi, St. Catherine (pokrivena bakrenim pločama) te Heinrich-Hertz-Turm; toranj radiotelevizije (nekad bio dostupan turističkim obilascima s prekrasnim pogledom na grad, danas zatvoren za turiste). 
Što se tiče Altstadt-a („Starog grada”), preživjelo je samo nekoliko objekata starijih od 17. stoljeća zbog čestih promjena brana i preusmjeravanja Alstera kanalima, velikog požara (1842.) i bombardiranja u Drugom svjetskom ratu (1941. – 1945.).
God. 2015. UNESCO je na svoj popis mjesta svjetske baštine u Europi upisao i povijesne četvrti Hamburga. Naime, Speicherstadt i Kontorhaus su dva gusto izgrađena urbana područja u centru grada. Speicherstadt (njem. za „Grad skladišta”), izvorno razvijen na skupini uskih otoka na rijeci Elbi između 1885. do 1927. godine (djelomično obnovljena od 1949. do 1967.), je jedan od najvećih koherentnih povijesnih ansambala lučkih skladišta na svijetu (300.000 m²). On uključuje 15 vrlo velikih skladišnih blokova, kao i šest pomoćnih objekata i mrežu kratkih kanala koji ih povezuju. Uz modernističku uredsku zgradu Chilehaus nalazi se četvrt Kontorhaus, područje od preko pet hektara sa šest velikih uredskih kompleksa povezanih sa zgradama lučkih poduzeća, izgrađena od 1920. do 1940-ih. Kompleks je primjer učinaka naglog rasta međunarodne trgovine u kasnom 19. i početkom 20. stoljeća.
Hamburg je grad s najviše mostova u svijetu, njih 2400, više nego London, Amsterdam i Venecija zajedno, te grad s najviše kanala na svijetu; također više nego London, Venecija i Amsterdam zajedno.
Europski najveći „grad u gradu” nalazi se u Hamburgu, HafenCity koji ima preko 10.000 stanovnika i 15.000 zaposlenika. 
Elb-filharmonija je zgrada u izgradnji čiji se završetak očekuje krajem 2012.; zgrada za filharmoniju te ostale slične događaje u kojoj je zamišljena akustika da u bilo kojem dijelu dvorane da sjedite čut ćete glazbu isto kao da sjedite točno ispred filharmonije.
Hamburg je također bogat mnogim parkovima raspodijeljenim cijelim Hamburgom. Jedan od najvećih je Stadtpark, veliki park s kanalima, malim jezerima i velikim bazenom na otvorenom. U Stadtparku se nalazi najveći planetarij u Europi.

## Festivali i ostali događaji u Hamburgu
Hamburg je poznat po nekoliko festivala i redovitih događanja. Neki od njih su ulični festivali poput Gay Pride pod nazivom Christopher Street Day ili Sajam na Alsteru koji se održavaju na Binnenalster. 
Hamburg DOM festival je najpoznatiji zabavni festival koji se održava tri puta godišnje - svakih tri mjeseca po mjesec dana. Hamburg DOM također nazivaju malim Gardalandom po senzacijama koje se tamo nalaze. 
Rođendan luke se slavi svake godine na Hamburškoj luci na Elbi te se tamo također nalaze neke od zabavnih senzacija i parada brodova.
Dani bajkera svake godine posjeti preko 5000 bajkera iz cijeloga svijeta.
Ostali zanimljivi svakogodišnji događaji u Hamburgu: Božićni sajam koji se održava preko Rathausa, te „Noć muzeja” koji otvara preko 40 muzeja otvorenih preko noći, Filmski festival u Hamburgu, i dr.

## Religija
Od vremena reformacije grad ima evangeličko-luteransko obilježje (37% stanovništva 2002.). Zbog položaja važne luke, Hamburg je odavno vrlo otvoren svim konfesijama. Tako je ovdje 1834. ovdje osnovana prva njemačka baptistička zajednica. Osim toga, od 1995. je ovdje i sjedište rimokatoličke Hamburške nadbiskupije s centrom u katedrali St. Marien. Udjel rimokatoličkog stanovništva je 10,3%. Osim toga, od 1960-ih je i značajan udjel muslimanskog stanovništva, a postoji i vrlo aktivna židovska zajednica.

## Jezik
Do duboko u 19. stoljeće je donjenjemački jezik bio jedini jezik kojim se govorilo u Hamburgu. Od ranije je gornjenjemački bio jezik kojim se pisalo, i do sredine 20. stoljeća je uglavnom istisnuo donjenjemački i u svakodnevnom govoru.
Od vremena velikog vala useljavanja 1960-tih su se u gradu stvorili "jezični otoci" jer su se doseljenici često smještali u istim dijelovima grada, tako da danas postoji čak "portugalska četvrt" gdje prevladava portugalski, dok turski i kurdski prevladavaju u Altoni i Wilhelmsburgu.

## Poznate osobe
- Arno Schmidt - književnik
- Angela Merkel - prva njemačka predsjednica vlade
- Ivan Klasnić - hrvatski nogometaš
- Helmut Schmidt - njemački političar
- Heinrich Rudolf Hertz - njemački fizičar
- Gustav Ludwig Hertz - njemački fizičar, nećak Heinricha Hertza.
- Erich Raeder - nacistički admiral
- Felix Mendelssohn - njemački skladatelj
- Sergej Barbarez - bosanskohercegovački nogometaš
- Blaženko Lacković - hrvatski rukometaš
- Alexander Zverev - njemački tenisač

## Vanjske poveznice
- Službena stranica